# Сульфолан
Сульфолан (тиолан-1,1-диоксид, тетрагидротиофен-1,1-диоксид, тетраметиленсульфон) — представитель циклических сульфонов.

## Физико-химические свойства
Сульфолан при нормальных условиях представляет собой бесцветное кристаллическое вещество без запаха. Растворяется в воде, водном растворе аммиака, спиртах, тетрахлорметане, хлороформе, бензоле, диоксане, аминах. В алканах и нафтеновых углеводородах не растворяется.
Сульфолан является типичным представителем сульфонов. Он не реагирует с 93%-ной серной кислотой и концентрированным гидроксидом натрия. Он также не изменяется при нагревании в присутствии меди, железа или карбоната калия.
Сульфолан взаимодействует с хлором, при этом образуется смесь хлорированных продуктов — моно-, ди-, три- и тетрахлорсульфоланов. Реакция сульфолана с сульфурилхлоридом приводит к образованию 3-хлорсульфолана. При термическом распаде сульфолана или фотолизе при действии ультрафиолетового излучения образуются этилен и диоксид серы. Алюмогидрид лития восстанавливает сульфолан до тетрагидротиофена.

## Получение и применение
Синтез сульфолана и его алкилзамещённых аналогов осуществляют взаимодействием фурана с сероводородом с последующим окислением циклотиапентана пероксидом водорода, а также из диенов и диоксида серы.
Сульфолан и его алкилзамещенные производные используются в качестве реагентов для экстракции из смеси углеводородов (нефть, нафтены, алканы и др.) некоторых ароматических соединений, в частности бензола, толуола и ксилола; как растворители для четвертичных аммониевых оснований, нитроцеллюлозы, полиакрилонитрила, полистирола, ПВХ
В электрохимии сульфолан применяется в качестве добавки к электролитам для высокоемких аккумуляторов.
3,3,4,4-тетрахлорсульфолан является инсектоакарицидом. Производные сульфолана — сульфоланилдитиокарбаматы — являются ускорителями процессов вулканизации каучуков, служат присадками к смазочным маслам и фунгицидами.
Токсичность сульфолана невелика. Так, ЛД50 = 1,7 г/кг (мыши, перорально), 2,7 г/кг (крысы, перорально); ЛД100 = 3,3 г/кг (крысы, перорально).